# Стелла, Андреа (инженер)
Андре́а Сте́лла (итал. Andrea Stella, род. 22 февраля 1971, Орвието, Умбрия, Италия) — итальянский инженер, руководитель команды McLaren Racing. До этого работал инженером по производительности и гоночным инженером в Феррари .

## Образование
Получил образование в области аэрокосмической инженерии в университете Сапиенца в Риме. В 2000 получил степень доктора философии в области машиностроения.

## Карьера в Формуле-1

### Scuderia Ferrari
Андреа Стелла начал работать в Ferrari с 2000 года сначала инженером по производительности тестовой команды, затем инженером по производительности известных гонщиков: Михаэля Шумахера (2002—2006), Кими Райкконена (2002—2008), в 2009 году став гоночным инженером последнего. В 2006 году он также работал инженером c Валентино Росси, когда мотоциклист проходил тесты с Ferrari. В 2010—2014 гоночный инженер Фернандо Алонсо, которого привёл к вице-чемпионству в 2010 и 2012, а в 2015 перешёл вместе с ним в Макларен.

### McLaren Racing
В 2015 году начал работать в McLaren, с 2018 года — директор по вопросам производительности, а с 2019 года — директор по гонке. В должности директору по гонке он сформировал триумвират c Джеймсом Ки (технический директор) и Пирсом Тинном (директор по производству), под общим руководством руководителя команды Андреаса Зайдля.
13 декабря 2022 вышло сообщение, что он заменит А. Зайдля в должности руководителя команды McLaren. В настоящий момент — исполнительный директор и руководитель команды Макларен в Формуле-1.